# Patrycjusz Malicki
Patrycjusz Malicki (ur. 30 lipca 1977 w Świdnicy) – polski historyk, specjalizujący się w historii nowożytnej, historii Europy, historii wojskowości, ze szczególnym uwzględnieniem doby napoleońskiej, czasów frydecjańskich, publicysta, nauczyciel w I LO w Świdnicy, związany z Uniwersytetem Wrocławskim.

## Życiorys
Urodził się w 1977 r. w Świdnicy. Po maturze w III Liceum Ogólnokształcącym w 1996 r. podjął studia dzienne na kierunku historia na Uniwersytecie Wrocławskim, zakończone w 2001 r. zdobyciem tytułu zawodowego magistra. Kontynuował dalszą edukację w ramach studiów doktoranckich. W 2006 r. uzyskał stopień naukowy doktora nauk humanistycznych w zakresie historii na podstawie pracy pt. Wielka armia Napoleona na Śląsku 1806-1808 napisanej pod kierunkiem prof. Teresy Kulak.
Od 2007 r. pracuje w I Liceum Ogólnokształcącym im. J. Kasprowicza w Świdnicy.

## Dorobek naukowy
Jego zainteresowania naukowe koncentrują się wokół zagadnień związanych z historią wojskowości, historią twierdz pruskich na Śląsku, wojen napoleońskich a także historią regionalną.
Do najważniejszych publikacji naukowych należą:
- Wielka armia Napoleona na Śląsku 1806-1808 Wrocław-Racibórz 2008
- "Wojna twierdz" na Śląsku 1806-1807 w świetle pamiętników, oprac. Patrycjusz Malicki, Jarosław Szymański, Katowice 2008
- 1806: Jena-Auerstädt, Oświecim 2014